# ルンダ・スル州
ルンダ・スル州 (ルンダ・スルしゅう、Lunda Sul) は、アンゴラ共和国の州。アンゴラ東部に位置し、東をコンゴ民主共和国と接する。面積は83,000平方キロメートル、人口は537,587人。州都はサウリモ。州の名前はポルトガル語で南ルンダを意味する。ルンダ・スル州はダイヤモンドを豊富に産出する。

## ムニシピオ
4つのムニシピオに区分される。余談だがムニシピオの数は面積が最も小さいカビンダ州（7,290平方キロメートル）と同じで、アンゴラでは最も少ない部類に入る。
- カコロ（英語版）
- ダラ（英語版）
- ムコンダ（英語版）
- サウリモ